# Genzeb Shumi
Genzeb Shumi, född 29 januari 1991, är en friidrottare från Bahrain. Hon deltog vid olympiska sommarspelen 2012.